# Municipio de Elrod
El municipio de Elrod (en inglés: Elrod Township) es un municipio ubicado en el condado de Clark en el estado estadounidense de Dakota del Sur. En el año 2010 tenía una población de 90 habitantes y una densidad poblacional de 0,96 personas por km².

## Geografía
El municipio de Elrod se encuentra ubicado en las coordenadas 44°51′21″N 97°32′39″O / 44.85583, -97.54417. Según la Oficina del Censo de los Estados Unidos, el municipio tiene una superficie total de 93.87 km², de la cual 93,82 km² corresponden a tierra firme y (0,06 %) 0,05 km² es agua.

## Demografía
Según el censo de 2010, había 90 personas residiendo en el municipio de Elrod. La densidad de población era de 0,96 hab./km². De los 90 habitantes, el municipio de Elrod estaba compuesto por el 95,56 % blancos, el 1,11 % eran de otras razas y el 3,33 % eran de una mezcla de razas. Del total de la población el 5,56 % eran hispanos o latinos de cualquier raza.